# Liste von Leuchttürmen in Gambia

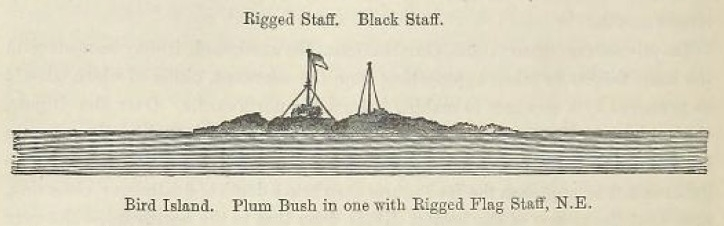
Bird Island mit Flaggenstab (Darstellung von 1869)

Die Liste von Leuchttürmen in Gambia listet Leuchtfeuer im westafrikanischen Staat Gambia auf, unabhängig davon ob sie in Betrieb oder außerbetrieb sind.

## Liste von Leuchttürmen
| Name                         | Bild | Baujahr | Lage                                                | Kennung von Leuchtfeuern | Feuerträger- höhe | NGA- nummer | Admiralty- nummer | Reichweite nml |
| ---------------------------- | ---- | ------- | --------------------------------------------------- | ------------------------ | ----------------- | ----------- | ----------------- | -------------- |
| Banjul Point Lighthouse      |      | n/a     | Banjul Point 13° 27′ 18″ N, 16° 34′ 24″ W           | Iso W 8s.                | 27 m              | 24465       | D3027.5           | 10             |
| Barra Point Lighthouse       |      | um 1863 | Barra Point 13° 29′ 15,9″ N, 16° 32′ 55,4″ W        | Fl (3) R 15s.            | 18 m              | 24464       | D3027             | 10             |
| Cape St. Mary Lighthouse     |      | n/a     | Cape St. Mary 13° 28′ 24,1″ N, 16° 41′ 41,9″ W      | Fl (2) W 10s.            | 43 m              | 24452       | D3021             | 15             |
| Fort James Island Lighthouse |      | n/a     | Kunta Kinteh Island 13° 19′ 2,3″ N, 16° 21′ 40,4″ W | Fl W 14.5s.              | 8 m               | 24468       | D3030             | n/a            |